# Lisa Ajax
Lisa Kristina Ajax (* 13. August 1998 in Järfälla) ist eine schwedische Sängerin.

## Leben
2012 nahm Ajax mit dem Lied Allt som jag har am Lilla Melodifestivalen, dem schwedischen Vorentscheid für den Junior Eurovision Song Contest, teil, gewann den Wettbewerb jedoch nicht. Am 5. November 2014 gewann sie schwedische Version der Castingshow Idol. 2016 nahm sie beim Melodifestivalen teil und erreichte das Finale, wo sie mit dem Lied My Heart Wants Me Dead und 56 Punkten den siebten Rang belegte. Ein Jahr später wirkte Ajax erneut am Melodifestivalen mit, wo sie mit dem Beitrag I Don’t Give A zuerst die Runde der zweiten Chance (Andra chansen) erreichte und das Duell gegen Axel Schylström gewann. Im Finale belegte sie schließlich mit 46 Punkten den neunten Platz.
Im Jahr 2019 nahm Ajax zum dritten Mal am Melodifestivalen teil, wo sie mit dem Beitrag Torn erneut zuerst in Andra chansen einzog und das Duell gegen Martin Stenmarck gewinnen konnte. Im Finale erreichte sie mit 62 Punkten den neunten Rang. 2022 nahm Ajax zum vierten Mal am Melodifestivalen teil, wo sie zusammen mit dem Rapper Niello den Song Tror du att jag bryr mig vorführte, jedoch im Halbfinale bereits ausschied. 2024 trat sie mit Awful Liar beim Melodifestivalen an und erreichte das Finale.
Sie steht bei dem Label Capitol Records unter Vertrag.

## Diskografie

### EPs
- 2014: Unbelieveable

### Singles
- 2012: Allt som jag har
- 2014: Love Run Free
- 2014: Unbelieveable
- 2015: Blue Eyed Girl
- 2016: My Heart Wants Me Dead
- 2017: I Don’t Give A
- 2019: Torn
- 2022: Tror du att jag bryr mig (mit Niello)
- 2024: Awful Liar